# Liinankijärvi
Liinankijärvi är en sjö i kommunen Övertorneå i landskapet Lappland i Finland. Arean är 45 hektar och strandlinjen är 2,77 kilometer lång. Sjön  ingår i Torne älvs huvudavrinningsområde.   Den ligger omkring 49 kilometer väster om Rovaniemi och omkring 710 kilometer norr om Helsingfors. 